# Friedrichstraße (Wuppertal)

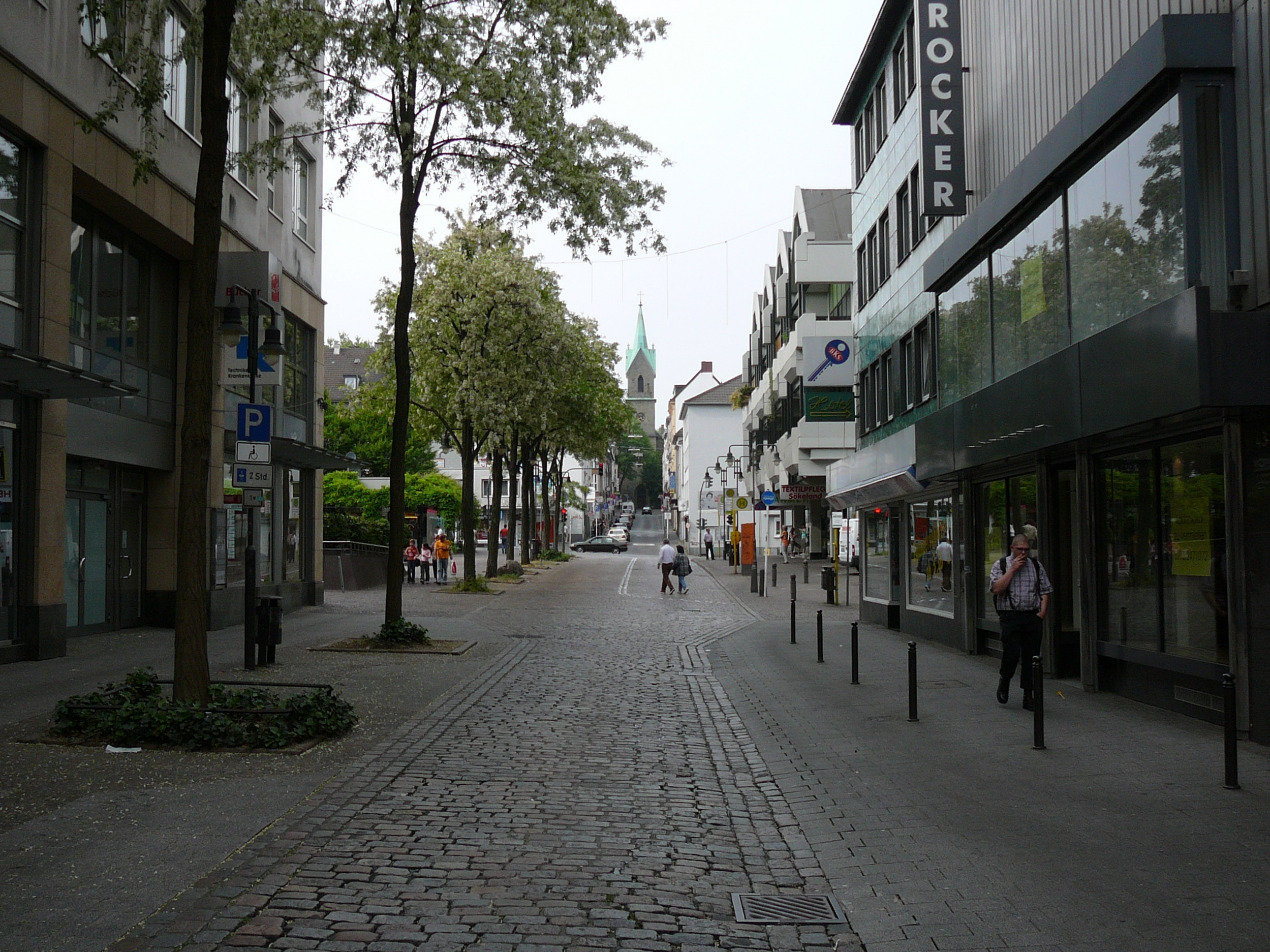
Der Blick nördlicher Richtung, im Hintergrund ist die Diakoniekirche zu sehen.

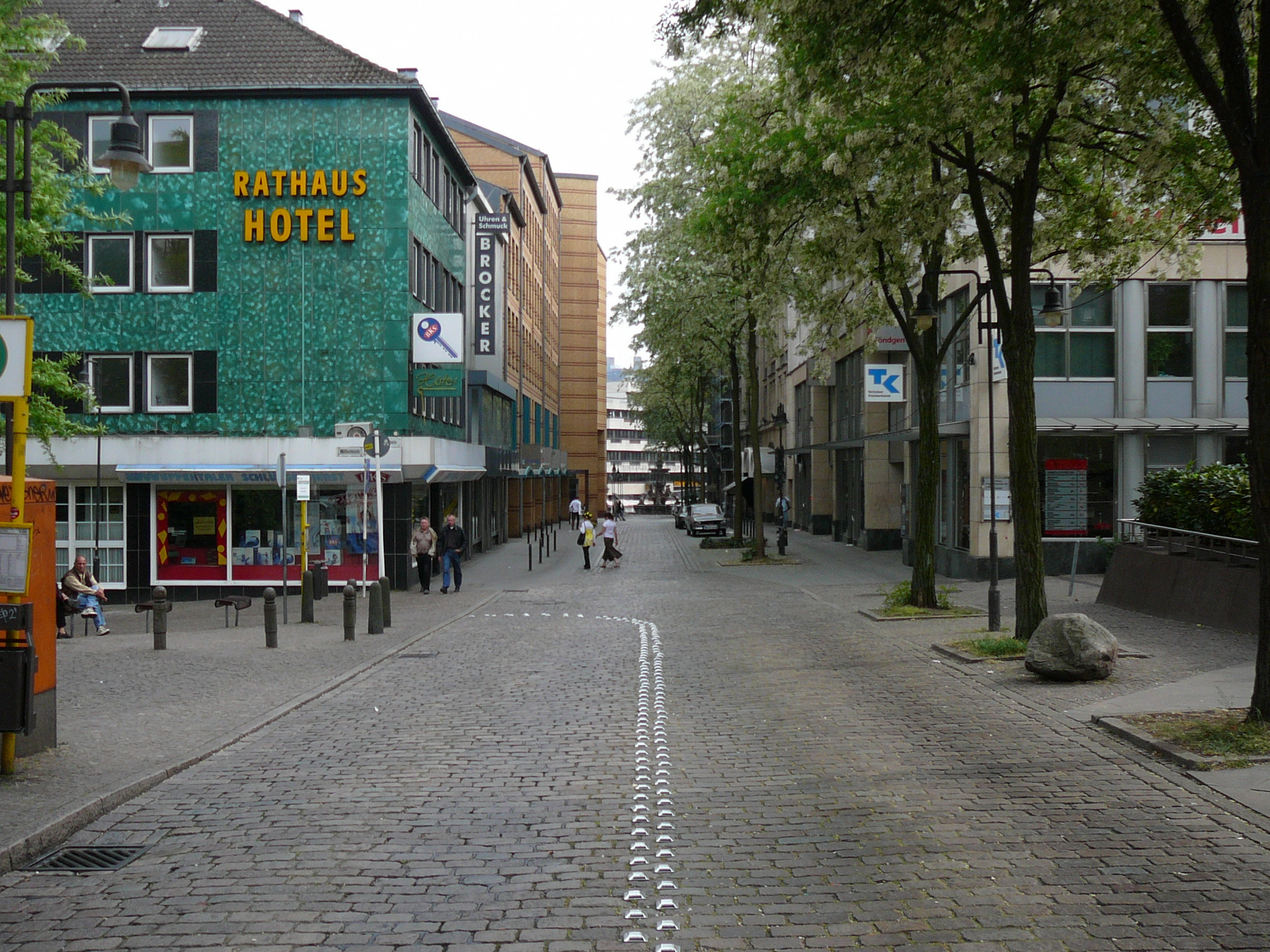
Der Blick vom Karlsplatz in südlicher Richtung, wo im Hintergrund der Jubiläumsbrunnen am Neumarkt zu sehen ist.

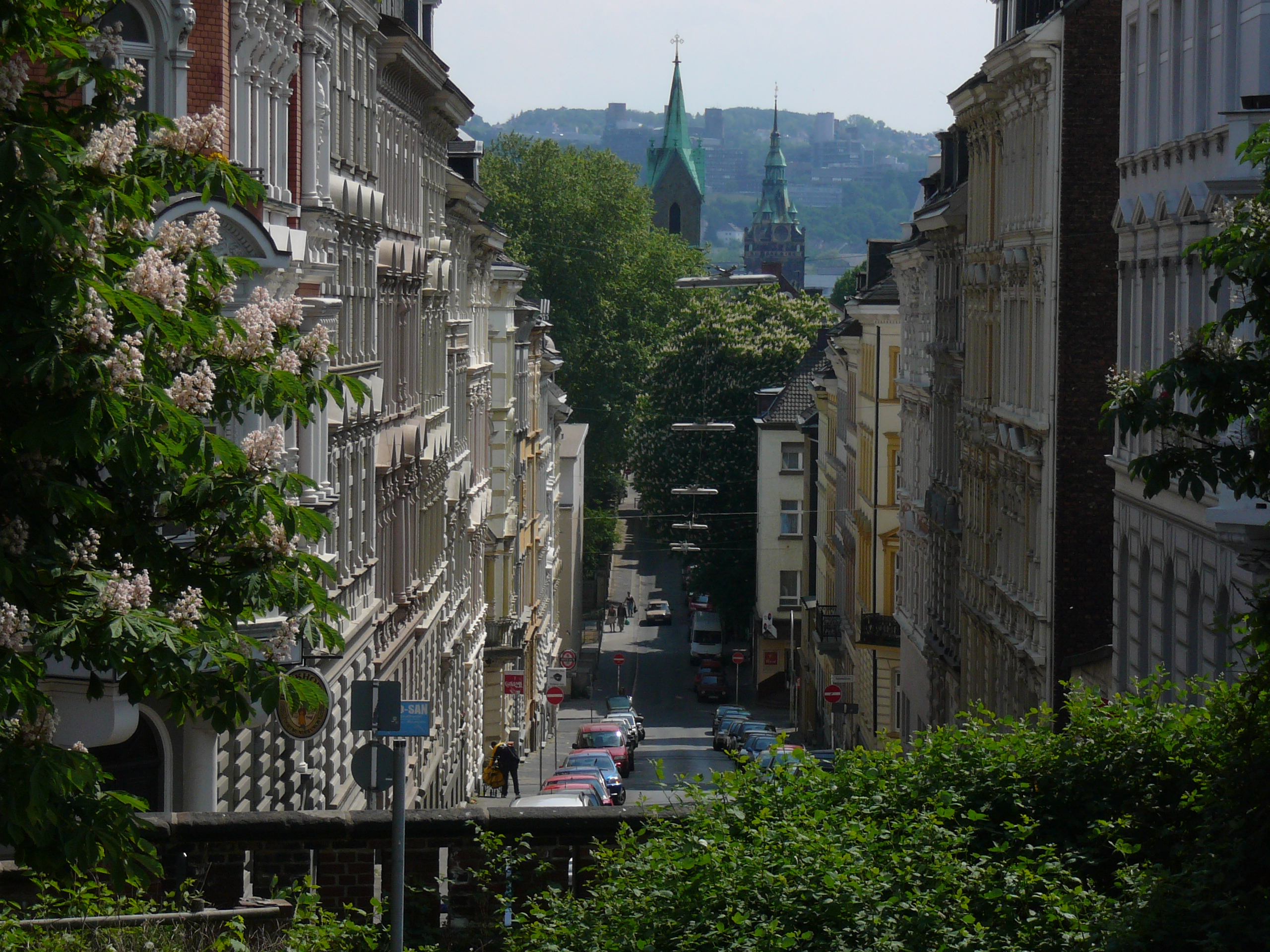
Der Blick vom Mirker Bahnhof nach Süden in die Neue Friedrichstraße. Im Hintergrund die Diakoniekirche und das Elberfelder Rathaus, dahinter am Horizont die Universität Wuppertal.

Die Friedrichstraße im Wuppertaler Stadtteil Elberfeld war früher eine Pracht- und Renommierstraße und ist nun eine Wohn- und Einkaufsstraße am Rande der Fußgängerzone der Elberfelder Innenstadt.

## Verlauf
Die Straße beginnt gegenüber vom Jubiläumsbrunnen, der sich am Neumarkt befindet, neben dem Elberfelder Rathaus (heute Verwaltungshaus) als verkehrsberuhigter Geschäftsbereich. Sie führt weiter in nördlicher Richtung als Allee mit Robinien vorbei an den 1995 eröffneten Friedrich-Arkaden und dem Gesundheitsamt. Der südöstliche Eingang der Rathaus-Galerie stößt hier auf die Straße. Weiter führt die Friedrichstraße zu dem Karlsplatz, an dem auch ein Eingang zu der Rathaus-Galerie gelegen ist, und überquert den Platz. Am Karlsplatz befindet sich die Komödie Wuppertal.
Ab dem Karlsplatz ist sie auch für den allgemeinen Verkehr als Einbahnstraße zugänglich. Sie kreuzt dann die Karlstraße (im weiteren Verlauf Hochstraße). Im weiteren Verlauf gabelt sie sich dann um die 1847 erbaute Diakoniekirche, die früher unter dem Namen Kreuzkirche bekannt war und umrahmt den vor ebendieser gelegenen Helene-Weber-Platz. An den östlich und westlich der Kirche gelegenen Einmündungen der Ludwigstraße endet die rund vierhundert Meter lange Straße. Hinter den Einmündungen verläuft die Straße als Neue Friedrichstraße zum Miker Bahnhof und war damit ein Teil der Verbindung der beiden wichtigsten Bahnhöfe Elberfelds.

## Geschichte
Früher war die Friedrichstraße eine Pracht- und Renommierstraße und verband zur Jahrhundertwende beide „Hauptbahnhöfe“ Elberfelds. Einmal den 1848 erbauten Bahnhof Elberfeld am Döppersberg und dann den 1882 erbauten Bahnhof Mirke an der „Wuppertaler Nordbahn“. Dieser zweite Bahnhof im Norden der Stadt entstand auf der grünen Wiese und die 1850 erbaute Kreuzkirche (heute Diakoniekirche), die auf einem Acker errichtet wurde, lag damals am Rand der Bebauung Elberfelds.
Die Friedrichstraße endete vor der Kirche und war nur ein Schotterweg, was sich aber zur Eröffnung des Mirker Bahnhofes schnell änderte. Die Friedrichstraße wurde ausgebaut und nördlich der Kirche als Neue Friedrichstraße bis zum Bahnhof verlängert. Sie war nicht nur als Verbindung der zweier Bahnhöfe wichtig, sondern hatte große Bedeutung, weil sie zum zentralen Markt führte.
Im 20. Jahrhundert verlor die Straße durch zwei Faktoren an Bedeutung, einmal entwickelte sich die Rheinische Strecke uir Nebenstrecke, bis sie 1991 ganz eingestellt wurde. Als zweiter Faktor erwies sich in der zweiten Hälfte des 20. Jahrhunderts die Zunahme des Autoverkehrs. Die Friedrichstraße ist zu eng gebaut, um als Hauptverkehrsstraße zu dienen.